# Route nationale 205
Pour les articles homonymes, voir Route 205.
La route nationale 205 ou RN 205 est une route nationale française reliant Passy au tunnel du Mont-Blanc. Elle est aménagée à 2×2 voies de Passy (L'Abbaye) en bout d'A40 à Chamonix-Mont-Blanc (avec inversion des deux chaussées entre Passy et Servoz). Entre Passy et le tunnel du Mont-Blanc, elle fait partie de la route européenne 25.
Il a aussi existé une RN 205 dans les Alpes-Maritimes, desservant la vallée de la Tinée.

## Tracé en Haute-Savoie
Cette route a été créée à la suite de la réforme de 1972, en reprenant plusieurs tronçons d'anciennes routes nationales :
- la RN 505 de Gaillard à Contamine-sur-Arve (Findrol) ;
- un tronçon de la RN 203 de Findrol à Bonneville ;
- un tronçon de la RN 506 de Bonneville à Cluses ;
- un tronçon de la RN 202 de Cluses à Passy [1] ;
- un tronçon de la RN 506 de Passy à Chamonix-Mont-Blanc ;
- la RN 506a de Chamonix-Mont-Blanc au tunnel du Mont-Blanc.

Elle a été dédoublée par l'autoroute A40 ouverte de Gaillard à Passy entre 1973 et 1976.
Le décret du 5 décembre 2005 a prévu la conservation du tronçon de Passy, à la fin de l'autoroute A 40, jusqu'au tunnel du Mont-Blanc ; le tronçon non concerné est déclassé en route départementale 1205 et sa gestion est confiée au Conseil général de la Haute-Savoie.
Cependant, depuis le 1er mai 2010, la RN 205 est concédée à la société ATMB, déjà exploitante de l'A40 et du tunnel du Mont-Blanc,.
Les communes traversées sont :
- Frontière entre la France et la Suisse (km 0)
- Gaillard
- Ambilly
- Annemasse (km 3)
- Nangy (km 11)
- Contamine-sur-Arve (km 15)
- Bonneville (km 23)
- Vougy (km 30)
- Cluses (km 37)
- Sallanches (km 53)
- Domancy (km 56)
- Passy (l'Abbaye et Chedde) (km 61)
- Servoz (km 67)
- Les Houches (km 72)
- Chamonix-Mont-Blanc (km 88)

Cette voie express en milieu montagnard comporte de nombreux ouvrages d'art :
- viaduc des Égratz ;
- tunnel du Châtelard ;
- tunnel des Chavants ;
- pont-rivière de la Griaz ;
- tranchée couverte des Houches ;
- tranchée couverte des Bosson.

## Dans les Alpes-Maritimes
Avant la réforme de 1972, il existait une RN 205 dans les Alpes-Maritimes.
Elle devait relier initialement Nice à Barcelonnette via la cime de la Bonette. Des conflits frontaliers feront que la route n'atteindra pas le département limitrophe des Basses-Alpes et une autre route a dû être construite par le col de la Cayolle pour rejoindre Barcelonnette. Le tracé de Nice au Pont de la Mescla est intégré à la route nationale 202 en 1920. La RN 205 s'arrête à Pont-Haut sur la commune de Saint-Dalmas-le-Selvage et le Conseil général des Alpes-Maritimes achève la route menant au col de la Bonette.
La RN 205 est déclassée en RD 2205 à la suite de la réforme de 1972. Depuis 2012, cette route est nommée M 2205, les communes traversées étant membres de la métropole Nice Côte d'Azur.
- Pont de la Mescla, commune de Malaussène (RN 202 puis D 6202 puis M 6202)
- Saint-Sauveur-sur-Tinée
- Isola
- Saint-Étienne-de-Tinée
- Pont-Haut, commune de Saint-Dalmas-le-Selvage